# Gérard Feldzer
Gérard Feldzer (Aurec-sur-Loire, 10 febbraio 1944) è un aviatore francese è consulente e divulgatore aeronautico.
È un ex pilota di linea francese, presidente del Comité régional de Tourisme d'Île-de-France (Comitato regionale del turismo dell'Île-de-France) dal maggio 2010 e vicepresidente di Ports de Paris (Porti di Parigi).
È anche consigliere regionale dell'Île-de-France per Europe Écologie dal marzo 2010 e amico intimo di Nicolas Hulot.

## Biografia
Gérard Feldzer è nato nel 1944 ad Aurec-sur-Loire. Ha iniziato la sua carriera come pilota di linea presso l'Air Algérie (1973-1974) per poi trasferirsi all'Aéropostale dove ha effettuato voli notturni dal 1974 al 1976. Presso Air France è stato pilota su Sud Aviation Caravelle, Boeing 707 e 747, Capitano (1989–1992) poi Capitano Istruttore (1992–2004) su Airbus A310, A340 e A330.
Nel 1985, ha fatto domanda per un lavoro da astronauta al CNES ed è stato uno dei dieci finalisti.
Divenne presidente dell'Aéro-Club de France tra il 1995 e il 2005. Durante la sua presidenza si celebrò il centenario del club e per celebrarlo organizzò una grande esposizione di aerei a Parigi sugli Champs-Élysées.
Dal 2005 all'agosto 2010, Gérard Feldzer è stato direttore del Musée de l'Air a Le Bourget. Lì ha realizzato numerose animazioni e creazioni tra cui "Planete Pilote" ("Pianeta pilota"), la prima mostra spaziale al mondo rivolta ai bambini dai 6 ai 12 anni.
Ha co-fondato Zebunet (un'organizzazione di microcredito per gli agricoltori poveri dei paesi del sud) nel 2001 e da allora ne è vicepresidente. Ha inoltre fondato il progetto "Les ailes de la ville", che prevede la formazione e l'integrazione dei giovani delle periferie attraverso la riparazione e la costruzione di aerei.
Fondatore e Presidente dell'associazione “Transports passion”, dal 2005 organizza convegni annuali, mostre ed eventi sull'ecomobilità.
Dal 1º gennaio 2012 è diventato Officier della Legion d'Onore.
Gérard Feldzer è laureato all'ESTACA e all'ENAC.